# 约翰·华生
约翰·H·华生醫生（英語：Dr. John H. Watson，1852年7月7日生），是阿瑟·柯南·道尔爵士笔下《福尔摩斯探案集》中的虚构人物，猜想他生於1852年7月7日。
華生曾以英國陸軍軍醫的身分派往阿富汗作戰，後來因傷退役，軍階為上尉。华生在结婚前一直与福尔摩斯合租伦敦贝克街221B号的房子；而华生與瑪麗·摩斯坦结婚后搬離貝克街，成立私人診所開業。华生不仅是福尔摩斯的助手，还是福尔摩斯破案过程的记录者（福尔摩斯的“包斯威尔”）。几乎所有的福尔摩斯故事都是由华生叙述的；不过福尔摩斯经常批评华生以小说手法描写破案过程，而不是客观科学地呈现事实。
约翰·华生被多部电影、电视、广播和電子游戏频繁诠释，飾演过該角的演员包括奈傑爾·布魯斯、维塔利·索洛明、拉爾夫·理查森爵士、裘德·洛、马丁·弗里曼以及希姆許·帕托。

## 生平
约翰·华生的出生年在小說中並未提到，估計在1852年。約在1874年，於作者母校愛丁堡大學获得內外全科醫學士，在1878年获得伦敦大学醫學博士学位。之後接受军医訓練，结訓後在印度加入英國軍隊，後派往阿富汗擔任随军医生。
1880年华生因肩傷從軍中退伍，回到伦敦。1881年在朋友史坦福介紹下结识了夏洛克·福尔摩斯。兩人合租貝克街221B號，房東是哈德森太太。
年代設定在1888年的《四簽名》小說中， 华生與家庭教師瑪麗·摩斯坦相識並訂婚。华生結婚後搬離貝克街。

## 改編作品
- 《福爾摩斯探案》系列（英國電視影集，1984～1994），演員：大衛·柏克（David Burke，第1-2季）、愛德華·哈德威克（Edward Hardwicke，第3季～）
- 《名偵探福爾摩斯》，配音員：富田耕生。
- 及《福爾摩斯：詭影遊戲》，演員：裘德·洛。
- 電視劇，演員：馬丁·費里曼。[1]
- ，演員：劉玉玲。該片中將華生改為女性[2]，因此姓名亦更為瓊安·華生（Joan Watson）
- 《憂國的莫里亞蒂》，配音員：小野友樹。

## 影響
华生醫生的角色對後續的推理小說敘事產生了影響，如阿嘉莎·克莉絲蒂筆下的角色亞瑟·海斯汀（赫丘勒·白羅的夥伴）明顯就跟华生醫生十分類似，都需要偵探向他解釋所有的訊息。

## 外部連結
- 约翰·华生 （页面存档备份，存于）在BBC《新世紀福爾摩斯》官網上的頁面（英文）
- 约翰·华生的部落格，影集《新世紀福爾摩斯》相關網站（英文）